# بلو گست فایرفلای ایروسپیس
بلو گوست فایرفلای اروسپیس (انگلیسی: Firefly Aerospace Blue Ghost) یا بلو گست، کلاسی از فرودگرهای کره ماه است که توسط شرکت خصوصی آمریکایی هوافضای فایرفلای اروسپیس طراحی و ساخته شده است. فایرفلای قصد دارد از فرودگرهای بلو گست برای ارسال محموله‌های کوچک به سطح ماه استفاده کند. اولین مأموریت بلو گست در ساعت ۱:۱۱ بامداد به وقت شرقی (۰۶:۱۱ تی‌یوسی) در ۱۵ ژانویهٔ ۲۰۲۵ پرتاب شد. در ۲ مارس ۲۰۲۵ با موفقیت بر روی ماه فرود آمد. نام آن برگرفته از کرم شب‌تاب (Phausis reticulata) معروف به شبح آبی است.

## نمای کلی
فایرفلای پیمانکار اصلی خدمات تحویل ماه با استفاده از فرودگرهای بلو گست است. فایرفلای یکپارچه سازی محموله آبی بلو گست، پرتاب از زمین، فرود روی ماه و عملیات مأموریت را فراهم می‌کند یا قرارداد فرعی می‌بندد. تأسیسات سیدر پارک فایرفلای به‌عنوان مرکز عملیات مأموریت شرکت و محل ادغام محموله‌ها عمل می‌کند. فایرفلای یک مرکز فضاپیمای ۵۰۰۰۰ فوت مربعی با دو مرکز کنترل مأموریت و اتاق تمیز ISO-8 را برای قرار دادن چندین فرودگر راه‌اندازی می‌کند.